# Ishii Mitsujirō

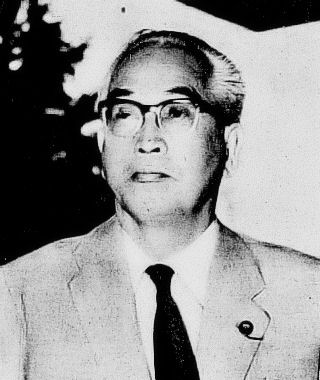
Ishii Mitsujirō

Ishii Mitsujirō (japanisch 石井 光次郎; geboren 18. August 1889 in Kurume, Präfektur Fukuoka; gestorben 20. September 1981 in Tokio) war ein japanischer Politiker, Mitglied des Abgeordnetenhauses aus Fukuoka, mehrfach Minister und 1955 Mitgründer der Liberaldemokratischen Partei (LDP), in der er ab 1956 nach dem Tod von Ogata Taketora auch eine eigene Faktion führte.

## Leben und Wirken
Ishii Mitsujirō schloss 1914 seine Ausbildung an der „höheren Handelsschule Tokio“ (東京高等商業学校 Tōkyō kōtō shōgyō gakkō), der Vorläufereinrichtung der Hitotsubashi-Universität, ab. Er arbeitete in der Tokioter Polizeibehörde und der Kolonialverwaltung von Taiwan, begann dann 1922 eine Karriere als Journalist bei der Zeitung Asahi Shimbun. Nach dem Ende des Pazifikkriegs wandte er sich der Politik zu und wurde 1946 als Mitglied der Liberalen Partei im 3. Wahlkreis von Fukuoka in das Unterhaus des Reichstags (ab 1947 Nationalversammlung) gewählt. 1947 wurde er Minister für Handel und Industrie (商工大臣, Shōkō daijin) im umgebildeten Kabinett Yoshida, 1952 Transportminister im Kabinett Yoshida IV und Kabinett Yoshida V, Minister für Handel und Industrie im Kabinett Ikeda I, Justizminister in der ersten Umbildung des Kabinetts Satō I von 1965 bis 1966 und schließlich Justizminister im zweiten umgebildeten Kabinett Satō I 1966.
Bereits 1954 war Ishii Generalsekretär der Liberalen Partei geworden. Er spielte 1955 eine wichtige Rolle bei der „konservativen Vereinigung“ von Liberaler und Demokratischer Partei Japans zur LDP. 1967 wurde er als Nachfolger von Ayabe Kentarō für zwei Jahre zum Präsidenten des Unterhauses gewählt. Er ist zwar trotz seines großen Einsatzes für die Partei und vielfacher Funktion als Minister nicht Ministerpräsident geworden, wirkte jedoch als einer der „elder statesmen“ der LDP, bis er sich 1972 aus der Politik zurückzog. Von 1962 bis 1975 war er Präsident der „Nihon taiiku kyōkai“ (日本体育協会), der auslandsenglischen „Japan Sport Association“ (JSPO).
Seine Heimatstadt Kurume ernannte Ishii zum Ehrenbürger.